# Cosmographiae introductio

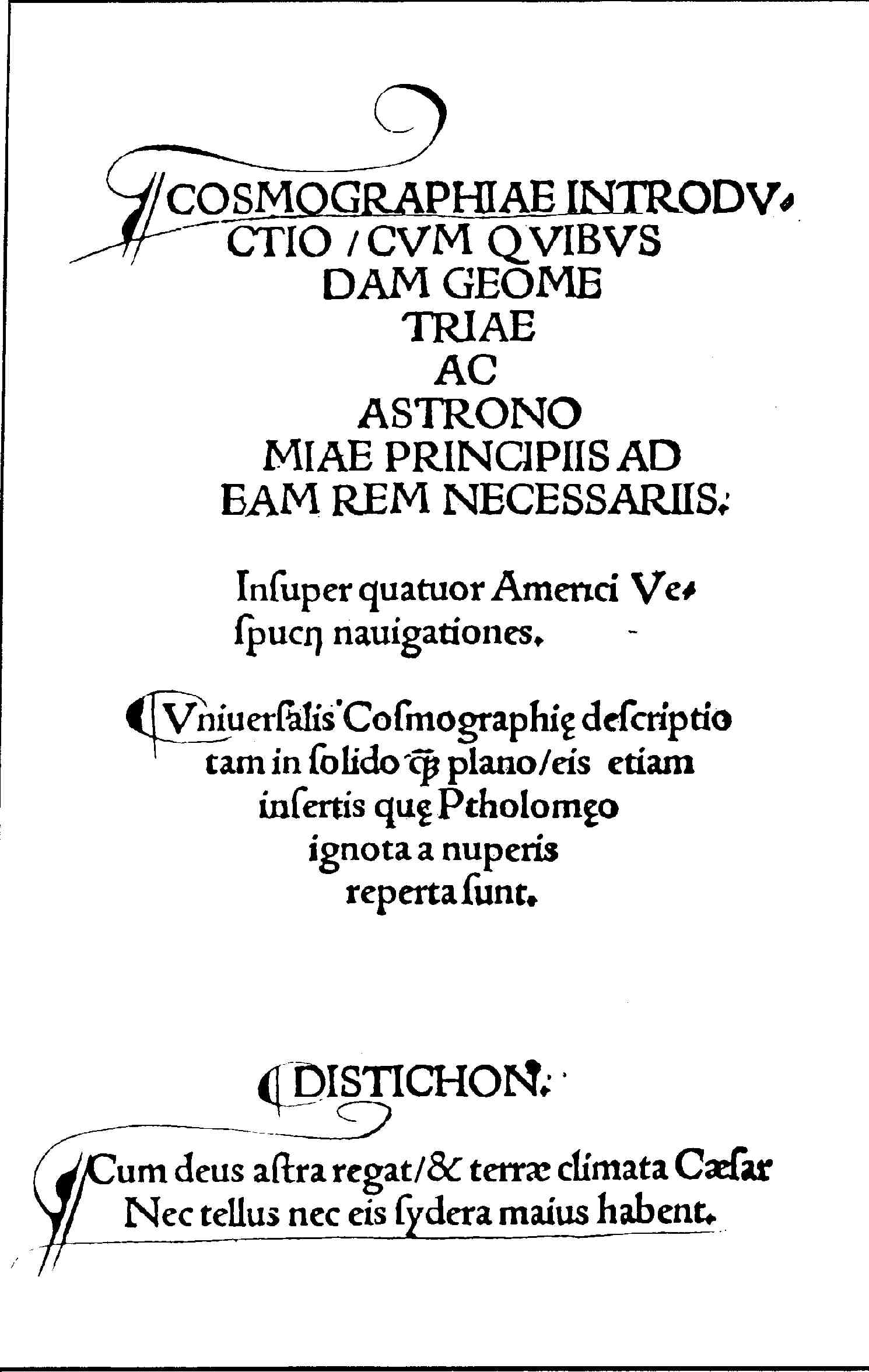
Page de titre de l'impression du 29 août 1507, édition privée (RES C XVI 1, Méd. La Boussole, Saint-Dié-des-Vosges).

Cosmographiae introductio (Introduction à la cosmographie) est un ouvrage imprimé en 13 feuilles filigranées, soit 52 feuillets in-quarto (ou 104 pages), publié à Saint-Dié en 1507 : 
- le 25 avril (7 des calendes de mai[3]) en 8 cahiers signés A6;B4;a8;b8;c8;d8;e4;f6
- le 29 août (le 4 des calendes de septembre) en 10 cahiers signés 1. A6;B6;C4;D4  2. A8;b4;c4;d8;e4;f4

en préambule de la carte-globe en 12 fuseaux de Martin Waldseemüller (in solido) et du planisphère de Waldseemüller (in plano), célèbres cartes du monde qui proposent pour la première fois, à l'initiative des érudits du Gymnase vosgien, le nom « America » pour le Nouveau Monde (Mundus novus).
En combinaison avec l'édition de la Géographie de Ptolémée en 1513 à Strasbourg chez Jean Schott, ces ouvrages font référence et ont été fréquemment copiés.
Cet ouvrage comprend deux parties, bien séparées lors de la deuxième impression, le 29 août,  à savoir : 
En première partie : éléments de base sur la cosmographie ("COSMOGRAPHIAE RUDIMENTA"); signature : A6;B6.C4;D4
En deuxième partie : relation en latin des quatre navigations d'Amerigo Vespucci ( editio princeps en latin pour l'impression du 25 avril 1507), à partir d'une lettre en français envoyée du Portugal à René II, roi de Jérusalem et de Sicile et duc de Lorraine et de Bar, et traduite en latin par Jean Basin de Sandaucourt, chanoine de Saint-Dié ; signature A8;b4;c4;d8;e4;f4 
Les dates de fin d'impression le 25 avril et le 29 août 1507, chacune un dimanche, peuvent être symboliques : le 25 avril, jour de la Saint Marc, pouvant évoquer la place Saint Marc et Venise, et aussi faire référence au grand explorateur vénitien de l'Asie de l'Est, Marco Polo. A cette époque, Florence avait aussi un couvent dédié à Saint Marc, le couvent préféré de Cosme Médicis. Quant au 29 août, jour de la fête de la décollation de Saint Jean-Baptiste, il était bien célébré à Florence.
Une feuille intercalaire est placée généralement entre les feuillets 14 et 15; son emplacement est indiqué par une étoile dans la marge gauche à la fin du chapitre 8. Au recto de l'intercalaire se trouve une gravure xylographe illustrant le chapitre 8 avec une figure du globe terrestre entouré de douze vents et muni de méridiens et de parallèles dont l'équateur. Au verso se trouve un texte de douze lignes (dans les impressions du 25 avril et dans quelques exemplaires du 29 août) ou de 15 lignes pour l'impression du 29 août; ce texte est une description du planisphère de Waldseemüller.

## Première mention du continentAmérique
Cet ouvrage, probablement écrit par Mathias Ringmann, bien qu'aussi attribué à Martin Waldseemüller, le cartographe, a fait l'objet d'une édition privée (pour chacune des deux impressions des 25 avril et 29 août), en y faisant remplacer une nouvelle feuille imprimée contenant les feuillets 1 et 6, et 2 et 5, mentionnant leurs noms avec leurs pseudonymes gréco-latins : Philesius Vogesigena (F°1v°) et Martinus Ilacomilus (F°2) . Cette feuille est la même pour les deux impressions, d'où trois pages de titre différentes pour les deux impressions. Il s'agit en fait un ouvrage collectif issu du Gymnase vosgien (Gymnasium Vosagense), cercle d'érudits humanistes proches du duc de Lorraine René II (duc de Lorraine 1473-1508) et réuni dans la ville vosgienne de Saint-Dié (aujourd'hui, Saint-Dié-des-Vosges), à l'instar d'une academia italienne et d'une sodalitas litteraria allemande de l'époque.
Les deux différentes éditions de l'impression du 25 avril 1507 (VII Kal. Maij) peuvent être consultés en Alsace :
- à la bibliothèque municipale de Colmar (CG P11575), l'édition collective : avec la dédicace du Gymnase vosgien (GYNNASIVM VOS/AGENSE) à Maximilien de Habsbourg (DIVO MAXIMILIANO CAESARI SEMPER AVGVSTO). Provenance : Ludovicus Ber (Basel 1479 - Freiburg im Breisgau 1554), Bâle (Basel) avant 1529. Pas d'intercalaire.
- à la Bibliothèque Humaniste de Sélestat (K1181), l'édition privée : avec les pseudos PHILESIVS  VOGESIGENA pour Matthias Ringmann et MARTINVS ILACO/MILVS pour Martin Waldseemüller,  dans les dédicaces à Maximilien de Habsbourg. Provenance : Beatus Rhenanus (Sélestat 1485 - Strasbourg 1547), Sélestat 1510. Sur les deux exemplaires à Colmar et à Sélestat, le filigrane étoile à cinq rais se trouve sur les feuilles 3, 4 , 5 et 7 et le filigrane à tête de boeuf surmonté de la lettre Tau se trouve sur les 9 autres feuilles. L'intercalaire est rogné en bas et déchiré au milieu.

En Lorraine sont consultables les deux éditions de l'impression du 29 août 1507 (IIII Kal. Septembris) :
- à la bibliothèque Stanislas-Nancy, à Nancy, l'édition collective (Rés 10 303) avec la dédicace du Gymnase Vosgien (GYMNASIVM/ VOSAGENSE)  à Maximilien de Habsbourg. L'intercalaire est en bon état.
- à la médiathèque La Boussole de Saint-Dié-des-Vosges, deux exemplaires de l'édition privée (RES C XVI 1 et RES D XVI 116). Le RES C XVI 1 (ex Réserve 361) a été acquis le mardi 25 novembre 1924 à Paris (Hôtel Drouot), lors de la vente de la bibliothèque (Eugène-Denis) Manglard par François Gérardin pour la Société Philomatique Vosgienne. Il possède deux étiquettes imprimées d'ex-libris : celle de la bibliothèque de Mr. Georges Gustave, dit Gustave Chartener, bibliothécaire messin (graveur: Adolphe Bellevoye) et celle d'Eugène-Denis Langlard, agent d'assurances aux Assurances Générales à Nancy (graveur-imprimeur : René Wiener, Nancy). Le RES D XVI 116 (ex Réserve 859) a été acquis par Maître Marcel Saby, avocat, en 1953 à Drouot et versé après sa mort en 1979 à la Société Philomatique Vosgienne. Il possède un ex-libris manuscrit : "Carmelitarum Discalceatorum Dom Saleur" (Dom Saleur des carmes déchaux (ou déchaussés)) et une étiquette imprimée de l'ex-libris de Jean-Nicolas Beaupré (1795-1869), magistrat de Nancy, et historien, notamment sur les débuts de l'imprimerie en Lorraine. L'intercalaire sur les deux exemplaires se trouve entre les feuillets 20 et 21; au verso du RES C XVI 1, le texte est de 12 lignes; au verso du RES D XVI 116, le texte est de 15 lignes sur une feuille rognée en bas et en haut, d'où une représentation incomplète du globe terrestre.

À l'issue d'un récit des quatre voyages d'Amerigo Vespucci envoyé en français à René II, roi (titulaire) de Jérusalem et de Sicile, duc de Lorraine et de Bar (la deuxième partie de l'ouvrage, editio princeps en latin, traduite du français en latin par Jean Basin de Sandaucourt), les humanistes proposent, au chapitre IX des "RUDIMENTA", après une longue argumentation, de donner le nom d'« America » au Nouveau Monde en hommage à Amerigo Vespucci. Ce dernier avait en effet la certitude d'avoir découvert un nouveau continent, ayant navigué suffisamment au sud de l'hémisphère sud (32° parallèle sud), pour se rendre compte que ça ne pouvait pas être l'Asie, contrairement à Christophe Colomb qui pensait avoir ouvert une nouvelle route pour les Indes.
Le texte est émaillé de nombreuses citations d'auteurs classiques gréco-romains, même néoplatoniciens, témoignant de la formation humaniste universitaire de Matthias Ringmann et de Martin Waldseemüller.
La marque d'imprimerie en forme de globe T en O surmonté d'une croix à double traverse est probablement un hommage à la ville de Venise, avec les marques de Nicolas Jenson, figurant dans des exemplaires (incunables 16, 28, 33, 82, soit la cote M48482 du GesamtKatalog der Wiegendrucke) de la quasi-centaine d'incunables d'ouvrages de droit légués au chapitre de Saint-Dié, par testament, à Besançon le 30 juillet 1488 (Archives départementales du Doubs, G531), quelques jours avant la mort à Besançon, le 4 août 1488 de son doyen Jean Monachi (devenu official de la métropole ecclésiastique de Besançon), et déposés aujourd'hui à La Boussole, médiathèque de Saint-Dié-des-Vosges.
Deux filigranes sont utilisés dans l'impression du 25 avril 1507 : 
- celui de la « tête de bœuf » surmonté d'une hampe verticale au sommet de laquelle se trouve un Tau, utilisé dans le papier de Bâle, réputé pour sa qualité chez les imprimeurs de Strasbourg, et même à Venise ;
- celui de l'étoile à cinq rais pourrait être celui d'un moulin local. On retrouve ce motif (allusion aux âmes des défunts dans l'au-delà éternel)  sur trois piliers (aux chapiteaux de motifs végétaux en croissance) de la nef sud de l'ancienne collégiale de Saint-Dié (aujourd'hui cathédrale depuis 1777). Ce filigrane ne figure plus, ni dans la feuille utilisée pour différencier l'édition privée de l'édition collective, ni dans l'impression du 29 août.

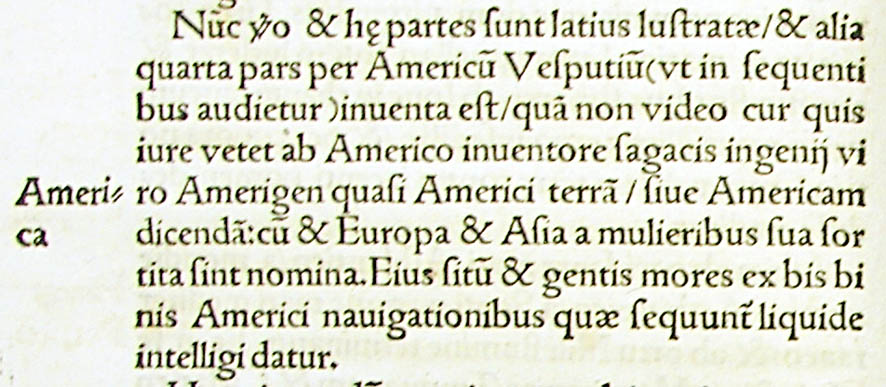
Paragraphe de la page 30 de l'impression du 25 avril 1507 dans lequel le nom America est proposé pour le Nouveau Monde (exemplaire de la BM des Dominicains à Colmar (CG P11575)

Le titre complet  de l'ouvrage est le suivant Cosmographiae introductio cum quibusdam geometriae ac astronomiae principiis ad eam rem necessariis. Insuper quatuor Americi Vespucii navigationes. Universalis Cosmographiae descriptio tam in solido quam plano, eis etiam insertis, quae Ptholomaeo ignota a nuperis reperta sunt.
(Traduction en français : Introduction à la cosmographie avec certains principes nécessaires en géométrie et astronomie. En supplément, quatre navigations d'Amerigo Vespucci. Description de la cosmographie universelle, tant en solide qu'en plan, avec des ajouts qui étaient ignorés de Ptolémée et sont nouvellement répertoriés.)

## Premières cartes du monde proposant le motAmericapour le nouveau monde

Universalis Cosmographia (map of 1507).

Ce planisphère (Universalis Cosmographiae descriptio in plano), imprimé en 12 feuilles, (40 × 60 cm, chacune), a été tiré en 1 000 exemplaires, selon une mention dans un cartouche en bas à gauche de la Carta Marina de Martin Waldseemüller ; la Carta Marina a été conçue et réalisée à Saint-Dié-des Vosges (consummatum est in oppido Sancti Deodati) en 1516. Un exemplaire de ces deux cartes fut redécouvert en 1901 dans un portfolio par un jésuite autrichien, Joseph Fischer, au château de Wolfegg, propriété de la famille princière de Waldburg-Wolfegg-Waldsee. Ce planisphère de 1507, le seul connu de nos jours, a été acheté en 2001 par la bibliothèque du Congrès des États-Unis. Un fac-similé est déposé à la salle Marco-Polo au pôle office de tourisme-médiathèque intercommunale La Boussole, de Saint-Dié-des-Vosges.
On peut voir la carte-globe en 12 fuseaux (Universalis Cosmographiae descriptio in solido) aux États-Unis, à Minneapolis (UMN - James Ford Bell Library), et en Allemagne, à Munich (Bayerische Staatsbibliothek, Ludwig-Maximilians-Universität) et à Offenburg (Museum Ritterhaus).